# Gabrielle Adcock
Gabrielle Adcock (ur. 30 września 1990 r. w Leeds) – angielska badmintonistka, brązowa medalistka mistrzostw świata, dwukrotna mistrzyni Europy, wielokrotna medalistka igrzysk wspólnoty narodów, srebrna medalistka mistrzostw świata juniorów oraz złota i brązowa mistrzostw Europy juniorów. W 2016 roku wystąpiła w igrzyskach olimpijskich w Rio de Janeiro. Jest żoną Chrisa Adcocka.

## Występy na igrzyskach olimpijskich
| Runda        | Partner      | Przeciwnik                                  | Wynik               | Osiągnięcie  |              |
| Gra mieszana | Gra mieszana | Gra mieszana                                | Gra mieszana        | Gra mieszana | Gra mieszana |
| ------------ | ------------ | ------------------------------------------- | ------------------- | ------------ | ------------ |
| Faza grupowa | Chris Adcock | Xu Chen Ma Jin                              | 21–13, 20–22, 15–21 | Faza grupowa |              |
| Faza grupowa | Chris Adcock | Joachim Fischer Nielsen Christinna Pedersen | 21–19, 22–24, 21–17 | Faza grupowa |              |
| Faza grupowa | Chris Adcock | Robert Mateusiak Nadieżda Zięba             | 21–18, 25–27, 9–21  | Faza grupowa |              |